# 史蒂夫·布鲁斯
斯蒂芬·罗杰·布鲁斯（英語：Stephen Roger Bruce，1960年12月31日—），乃一名已退役的英格兰著名足球运动员，司職中堅，成名於诺里奇城，而在曼聯渡過黃金時期，退役後擔任領隊，曾執教球會包括錫菲聯、哈德斯菲尔德、韋根、水晶宫、伯明翰城及新特蘭。

## 生平

### 球員
布鲁斯在球员時代曾效力多家小型球會，但球員生涯的顶峰是在曼联度过，不但是俱乐部的队长，也是曼联历史上的著名后卫，共出赛414场，攻入51球；不过却从未入选过英格兰国家队。作为严格意义上的中后卫，布鲁斯竟然一共攻入了超过100个进球，其中有大量接应定位球的得分，可谓极其高产。布鲁斯最為人熟悉的是他打不死的拼勁。他曾經在搶頂點球時撞穿頭部，在簡單包紮後仍踢足全場並表現落力，其滿面鮮血的形象令球迷留下深刻印象，其曼聯前隊友堅尼便曾經公開表示布魯士是比自己更出色的領袖。

### 教練
1999年退役後，布鲁斯在多个中小俱乐部执教，2001年后长期带领伯明翰，在英超与英冠之间徘徊。2006/07赛季结束后，已率队冲入英超。
2007年5月伯明翰董事會同意與布魯士續約，但因正在洽商購買球隊的香港商人楊家誠未肯確認而令布魯士感覺前途不明。2007年10月保頓不獲准許與布魯士商討加盟事宜。同月稍後布魯士與楊家誠會談，據報達成正面的結果，但當韋根要求與布魯士洽談其領隊職位時，布魯士獲准與韋根接洽。11月19日韋根同意按布魯士的合約條款補償約300萬英鎊給伯明翰 ，並與布魯士達成私人條件，簽約三年，布魯士再次執教韋根。該賽季布魯士帶領韋根於第37場英超聯賽擊敗阿士東維拉，提早一周宣佈護級成功。
2008/09年球季布魯士帶領韋根取得一席11位的中游位置，季後獲准與新特蘭商討轉投事宜，於2009年6月3日正式簽約加盟，合約為期三年。隨即以破球會記錄簽入戴倫·賓特，首個球季領導球隊取得第13位的成績。2010/11年球季布魯士再破球會記錄羅致艾沙姆·基恩，開季成績理想取得3勝1和，直到1月末仍處於聯賽榜第6位，但於賣走戴倫·賓特後成績急轉直下，最終僅以第10位結束球季。2011/12年球季布魯士一口氣簽入10名新球員，包括從舊東主曼聯引入和，並讓艾沙姆·基恩借用到艾恩，但開季成績差劣，經歷13場賽事僅取得兩場勝仗，於2011年11月26日主場1-2反負於韋根，新特蘭跌至第16名（尾五）位置，終在2011年11月30日被新特蘭革除職務。
2012年6月8日，布魯士成為英冠球隊侯城領隊，合約為期3年，隨即在2012/13年球季率領老虎獲得英冠亞軍直升英超。2013/14年球季赫爾城不但成功保級，更隊史首度殺進足總盃決賽，雖然最後以2-3敗給手握歐冠門票的兵工廠屈居亞軍，不過按照規定赫爾城可以取得來屆歐霸的資格，也是球隊首次參加歐戰。2014/15年賽季赫爾城名列第18名而被降回英冠，但2015/16年賽季布魯士帶領侯城拿下英冠殿軍並奪得升級附加賽冠軍升上英超。但就在2016年7月22日，布魯士突然辭去赫爾城領隊一職，被指他不滿球會的轉會政策有關。
2016年10月，布魯士擔任剛降落英冠作賽的阿士東維拉領隊。